# Martine Beswick
Martine Beswick (Port Antonio, 26 de setembro de 1941) é uma atriz e ex-modelo britânica de ascendência jamaicana e portuguesa.

## Carreira
Nascida na Jamaica de pais britânicos, Martine queria ser artista desde os quatro anos de idade. Na adolescência, sua família mudou-se para Londres. Em 1958, com dezessete anos, ela participou de um concurso de beleza, venceu, vendeu o primeiro prêmio – um automóvel novo – e usou o dinheiro para voltar para a Inglaterra, determinada a conseguir seu objetivo de se tornar atriz. Ficou mais conhecida nas telas por ser uma bond girl em dois filmes de 007.

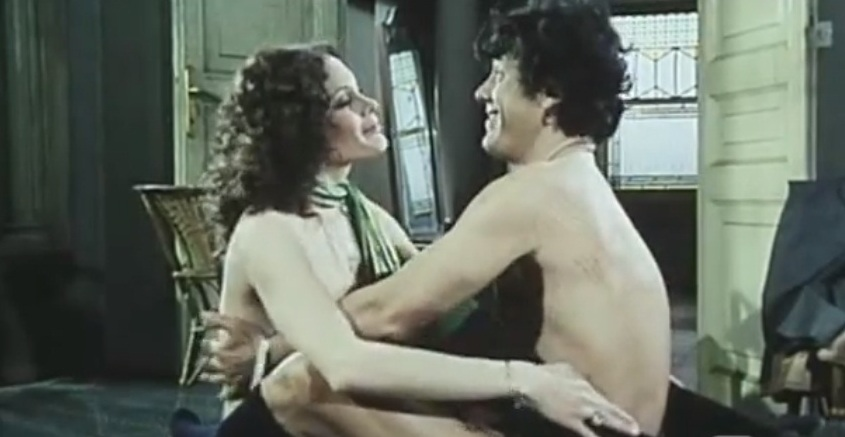
Martine Beswick e Franco Franchi em uma cena do filme Ultimo tango a Zagarol (1973)

Martine participou da seleção para o primeiro filme da série, Dr. No, mas acabou trabalhando no segundo, Moscou contra 007, como a sensual cigana Zora, que participa de uma famosa cena de luta entre duas mulheres no acampamento cigano visitado por Bond. Dois nos depois, ela voltaria à série, desta vez como Paula Caplan, em 007 contra a Chantagem Atômica, a assistente de Bond na Jamaica que acaba assassinada.
Ela ainda participaria de filmes de algum sucesso popular como Um Milhão de Anos A.C, que consagrou Raquel Welch como símbolo sexual num dos cartazes mais conhecidos do cinema, mas sua carreira ficaria limitada aos filmes-B de terror da produtora inglesa Hammer e a western-spaghettis na Europa, no fim dos anos 1960.
Em 1970 Martine trocou Londres por Hollywood e lá trabalhou regularmente em cinema e séries de tv como Mannix, O Homem de Seis Milhões de Dólares, A Ilha da Fantasia e Falcon Crest, além de estrelar o filme de estreia do diretor Oliver Stone, Seizure, de 1974.
Nos anos recentes, ela tem atuado em documentários, com comentários e relatando as experiência nos filmes em que participou e é proprietária de uma empresa de mudanças.